# Java平臺
Java平台即由Java程式語言所撰寫的軟體賴以執行的平台，是Java軟體和電腦系統的中介，最初被設計用在 Applet 等桌面端程式，不過後來逐漸轉移到伺服端的運用。

## Java 平台版本
- Java SE
- Java EE
- Java ME
- Java EMBEDDED
- Java Card
- Java TV

## Java 執行環境
Java 執行環境，即 Java Runtime Environment，简称为JRE，是在任何平台上运行Java编写的程序都需要用到的软件。终端用户可以以软件或者插件方式得到和使用 JRE。Sun 公司还发布了一个JRE的更复杂的版本，叫做JDK，即Java 2开发包，裡面包含了Java需要的编译器、参考文档和调试器等。

## JRE的成分
- Java的类库，包含了编译Java程序所需要的最核心文件。

- 核心库文件，其中有

- 数据结构的库，包括列表、字典和树等
- XML分析库
- 安全方面应用库
- 国际化和本地化应用库

- 综合库文件，包含了程序员和其他系统通信的功能文件。

- JDBC，即Java数据库联通的API
- JNDI，即Java命名和目录接口
- RMI和CORBA用于重新分发软件

- 用户界面库文件，包含：

- AWT，即抽象窗口开发包，提供了产生图形用户界面所需要的功能
- Swing库
- 其他用于回访媒体文件、录音、截图的库

- 一个用于执行软件的Java虚拟机（JVM）
- 插件，可以在浏览器裡面使用
- JWS，可以让终端用户连接到互联网
- 许可文件和文档

## 用途

### 桌面的应用
根据Sun公司的统计，安裝Java运行环境的个人计算机已经超过7亿。自从Sun指控微软添加Windows特效类文件到Java运行环境（JRE），并通过Visual J++运行这些类文件，微软不再绑定Java运行环境到Windows操作系统。Apple的Mac OS X一般默认绑定Java运行环境， 而且许多Linux发行版也绑定一些兼容的自由软件包GNU Classpath。
一些Java软件被桌面计算机广泛应用，比如NetBeans和Eclipse integrated development environments，文件共享程序如LimeWire和Vuze. Java还被应用于线性代数计算编程环境，包括用户界面和部分系统核心功能。

### 移动设备
Java ME在移动设备上越来越流行，并开始与Symbian, BREW，和.NET Compact Framework展开竞争。
因为手机制造商的多样性，需要一种新的统一标准，使程序可以运行于不同手机供应商制造的手机上。第一代这样的标准是MIDP 1，它假设手机显示屏很小，没有音频操作权限，而且只允许小于32kb的程序运行。MIDP2有声音访问权限，程序大小限制提高到了64kb。随着手机设计的能力和速度的快速提升，其发展速度远比标准的制定快的多，一些厂商开始放松了对标准的遵守，比如允许更大的程序在手机上运行。

### 网络服务器和企业级应用
J2EE企业级架构

## 扩展和相关架构
扩展和与Java程序设计语言紧密相关的架构（按字母排序）。
- Groovy，一种用纯Java实现的脚本语言，Python的强有力竞争者
- JAIN (Java API for Integrated Networks)Java综合网络应用程序开发接口
- JAI，（Java Advanced Imaging）Java进阶图像
- JAXP，（Java API for XML Processing）Java XML處理API
- Java EE（原名J2EE），Java平台企业版
- Java ME（原名J2ME），Java平台微型版为PDA和智能手机开发的移动版本
- Java SE（原名J2SE），Java平台标准版
- JDBC，（Java Database Connectivity）Java数据库联通
- JDMK，（Java Dynamic Management Kit）Java动态管理开发包
- JDO，（Java Data Objects）Java数据对象
- JPA，（Java Persistence API）Java持久化API
- JJSF，Java服务器界面
- JMF，（Java Media Framework）Java媒体框架
- JMI，Java元数据接口
- JML，（Java Modeling Language）Java建模软件
- JMX，（Java Management Extensions）Java管理扩展
- JNDI，（Java Naming and Directory Interface）Java命名和目录接口
- JNI，（Java Native Interface）Java本地编程接口
- JOGL，使用OpenGL的低阶三位游戏开发接口
- JSML，（Java Speech API Markup Language）Java的语音和标记语言
- JSP，（JavaServer Pages）Java服务器页面
- JSF，（JavaServer Faces）
- JXTA，P2P虚拟网络协议
- Java Card
- Java3D，用于三维游戏编程的高阶应用程序开发接口
- JavaSpaces
- Jini，Java网络分布计算结构
- Jiro
- OSGi，（Dynamic Service Management and Remote Maintenance）动态服务管理和远程控制
- Rhino，用Java实现的JavaScript语言。
- Swing，Java的圖像用戶界面API
- SWT，Standard Widget Toolkit，由IBM和Eclipse基金會主導開發的開源圖像用戶界面API
- SuperWaba，手持设备的虚拟机程序